# Chroicopterinae
Chroicopterinae es una subfamilia de insectos mantodeos de la familia Mantidae.

## Géneros
- Betamantis -
- Chopardentella -
- Chroicoptera -
- Entella -
- Entelloptera -
- Ligaria -
- Ligariella -
- Ligentella -
- Macracanthopus -
- Namamantis -
- Parentella -
- Rhachimantis